# LEDA 731
PGC 731(UGC 95, CGCG 499-062, MCG +05-01-043)은 NGC 27과 상호 작용하는 렌즈형 은하이다. 겉보기 등급은 +15.5 정도이며, Sc형으로 분류된다.

## NGC 27과의 상호 작용
NGC 27과 2초각 정도 떨어져 있으며, NGC 27과 대략 초속 70km로 가까워지고 있다. 추후 타원 은하가 될 것이다.